# Rogallo krilo
Rogallovo ali fleksibilno krilo je vrsta krila, ki sta ga izumila leta 1948 Gertrude Rogallo in njen mož Francis Rogallo, poimenovala sta ga Parawing, pozneje se je uporabilo ime "Rogallovo" ali pa "fleksibilno" krilo. NASA ga je nameravala uporabiti za pristanek Geminija in drugih vesoljskih plovil, vendar so idejo leta 1964 opustili in uporabili padala.
Rogallo se je zanimal za fleksibilna krila že od leta 1945 naprej. Z njegovo ženo sta kot hobi zgradila več zmajev. Do leta 1948 sta predstavila dva dizajna - zmaj, ki sta ga imenovala "Flexi-Kite" in jadralno padalo "Parawing". Rogallo in njegova žena sta dobil patent za fleksibilno krilo "V-oblike" marca 1951.